# Аниташ, Херта
Херта Аниташ (рум. Herta Anitaș; род. 18 августа 1962, Тимишоара) — румынская гребчиха, выступавшая за сборную Румынии по академической гребле во второй половине 1980-х годов. Серебряная и бронзовая призёрка летних Олимпийских игр в Сеуле, обладательница бронзовой медали чемпионата мира, победительница и призёрка многих регат национального значения.

## Биография
Херта Аниташ родилась 18 августа 1962 года.
Впервые заявила о себе в гребле в 1985 году, выиграв золотую медаль в распашных рулевых четвёрках на юниорском мировом первенстве в Бранденбурге.
Первого серьёзного успеха на взрослом международном уровне добилась в сезоне 1986 года, когда вошла в основной состав румынской национальной сборной и побывала на чемпионате мира в Ноттингеме, откуда привезла награду бронзового достоинства, выигранную в зачёте распашных рулевых восьмёрок — в решающем финальном заезде пропустила вперёд только экипажи из Советского Союза и Восточной Германии.
Благодаря череде удачных выступлений удостоилась права защищать честь страны на летних Олимпийских играх 1988 года в Сеуле, где выступала сразу в двух дисциплинах: рулевых четвёрках и восьмёрках. В составе четырёхместного экипажа, куда также вошли гребчихи Марьоара Трашкэ, Вероника Некула, Дойна Шнеп-Бэлан и рулевая Екатерина Оанча, в финале пришла к финишу третьей позади команд из ГДР и Китая, завоевав тем самым бронзовую олимпийскую медаль. Тогда как в восьмёрках совместно с Дойной Шнеп-Бэлан, Вероникой Некулой, Марьоарой Трашкэ, Адрьяной Базон, Михаэлой Армэшеску, Родикой Арбой, Ольгой Хомеги и рулевой Екатериной Оанчей заняла второе место, уступив экипажу из ГДР, и таким образом добавила в послужной список серебряную олимпийскую награду.
После сеульской Олимпиады Аниташ больше не показывала сколько-нибудь значимых результатов в академической гребле на международной арене.